# Looneind
Looneind is een buurtschap in de gemeente Alphen-Chaam in de Nederlandse provincie Noord-Brabant. Het ligt in het oosten van de gemeente, twee kilometer ten noordoosten van het dorp Alphen.
Hoofdplaats: Alphen      Dorpen: Bavel (deels) · Chaam · Galder · Strijbeek · Ulvenhout (deels) 

Buurtschappen: Alphen-Oosterwijk · Anneville · Balleman · Boshoven · Boslust · Couwelaar · Chaamdijk · Dassemus · Druisdijk · Geersbroek · Ginderdoor  · Grazen · Heerstaaien · Heikant · Het Sas · Hondseind · Houtgoor · Kalishoek · Kerzel · Klooster · Kwaalburg · Leg · Looneind · Meijsberg · Notsel · Rakens · Snijders-Chaam · Terover · Venweg · 't Zand 

Noord-Brabant: Steden en dorpen      Nederland: Provincies · Gemeenten